# المنظمة التونسية للشغل
المنظمة التونسية للشغل هي نقابة عمالية تونسية تأسست في 26 أوت 2013 وهي الثالثة من حيث التكوين بعد قيام الثورة التونسية في 2011. 

تأسست على يد جبهة تصحيح المسار النقابي داخل الإتحاد العام التونسي للشغل. رئيسها هو الأسعد عبيد.

## الإنتماء الدولي
تنتمي المنظمة التونسية للشغل:
- اتحاد النقابات الدولي (في 13 مايو 2014 [3][4])